# Temporada 1988-89 de los Denver Nuggets
La temporada 1988-89 fue la decimotercera de los Denver Nuggets en la NBA, tras la fusión de la liga con la ABA, donde había jugado nueve temporadas. La temporada regular acabó con 44 victorias y 38 derrotas, ocupando el sexto puesto de la conferencia Oeste, clasificándose para los playoffs, en los que cayeron en primera ronda ante Phoenix Suns.

## Elecciones en elDraft
| Ronda | Puesto | Jugador        | Posición  | Nacionalidad   | Universidad |
| ----- | ------ | -------------- | --------- | -------------- | ----------- |
| 1     | 23     | Jerome Lane    | Ala-Pívot | Estados Unidos | Pittsburgh  |
| 2     | 43     | Todd Mitchell  | Alero     | Estados Unidos | Purdue      |
| 2     | 47     | Vernon Maxwell | Escolta   | Estados Unidos | Florida     |

## Temporada regular
| División Medio Oeste | División Medio Oeste | División Medio Oeste | División Medio Oeste | División Medio Oeste | División Medio Oeste | División Medio Oeste | División Medio Oeste | División Medio Oeste |
| Equipo               | G                    | P                    | %                    | PD                   | Casa                 | Fuera                | Div                  |                      |
| -------------------- | -------------------- | -------------------- | -------------------- | -------------------- | -------------------- | -------------------- | -------------------- | -------------------- |
| y-Utah Jazz          | 51                   | 31                   | .622                 | –                    | 34–7                 | 17–24                | 19–11                |                      |
| x-Houston Rockets    | 45                   | 37                   | .549                 | 6                    | 31–10                | 14–27                | 19–11                |                      |
| x-Denver Nuggets     | 44                   | 38                   | .537                 | 7                    | 35–6                 | 9–32                 | 18–12                |                      |
| Dallas Mavericks     | 38                   | 44                   | .463                 | 13                   | 24–17                | 14–27                | 19–11                |                      |
| San Antonio Spurs    | 21                   | 61                   | .256                 | 30                   | 18–23                | 3–38                 | 9–21                 |                      |
| Miami Heat           | 15                   | 67                   | .183                 | 36                   | 12–29                | 3–38                 | 6–24                 |                      |

## Playoffs

### Primera ronda
Phoenix Suns vs. Denver Nuggets 
| Fecha       | Partido                              | Ciudad  |
| ----------- | ------------------------------------ | ------- |
| 28 de abril | Phoenix Suns 104, Denver Nuggets 103 | Phoenix |
| 30 de abril | Phoenix Suns 132, Denver Nuggets 114 | Phoenix |
| 2 de mayo   | Denver Nuggets 121, Phoenix Suns 130 | Denver  |
|             | Phoenix Suns gana las series 3-0     |         |

## Estadísticas
| Rk | Jugador         | Edad | P  | PT | MP   | TC   | TCI  | %TC  | T3  | T3I | %T3  | TL  | TLI | %TL  | RO  | RD  | RT  | AS  | RB  | TAP | BP  | FP  | PTS  |
| -- | --------------- | ---- | -- | -- | ---- | ---- | ---- | ---- | --- | --- | ---- | --- | --- | ---- | --- | --- | --- | --- | --- | --- | --- | --- | ---- |
| 1  | Fat Lever       | 28   | 71 | 71 | 38.7 | 7.9  | 17.2 | .457 | 0.3 | 0.9 | .348 | 3.8 | 4.8 | .785 | 2.6 | 6.7 | 9.3 | 7.9 | 2.7 | 0.3 | 2.2 | 2.5 | 19.8 |
| 2  | Alex English    | 35   | 82 | 82 | 36.5 | 11.3 | 22.9 | .491 | 0.0 | 0.1 | .250 | 4.0 | 4.6 | .858 | 1.8 | 2.2 | 4.0 | 4.7 | 0.8 | 0.1 | 2.4 | 2.1 | 26.5 |
| 3  | Michael Adams   | 26   | 77 | 77 | 36.2 | 6.1  | 14.1 | .433 | 2.2 | 6.1 | .356 | 4.2 | 5.1 | .819 | 0.9 | 2.8 | 3.7 | 6.4 | 2.2 | 0.1 | 2.3 | 1.9 | 18.5 |
| 4  | Danny Schayes   | 29   | 76 | 64 | 25.2 | 4.2  | 8.0  | .522 | 0.0 | 0.1 | .333 | 4.4 | 5.3 | .826 | 1.9 | 4.7 | 6.6 | 1.4 | 0.6 | 1.1 | 2.1 | 4.2 | 12.8 |
| 5  | Wayne Cooper    | 32   | 79 | 72 | 23.6 | 2.8  | 5.6  | .495 | 0.0 | 0.1 | .250 | 1.0 | 1.3 | .745 | 2.7 | 5.2 | 7.8 | 1.0 | 0.5 | 2.7 | 0.9 | 3.8 | 6.6  |
| 6  | Walter Davis    | 34   | 81 | 0  | 22.9 | 6.6  | 13.3 | .498 | 0.2 | 0.9 | .290 | 2.2 | 2.5 | .879 | 0.5 | 1.4 | 1.9 | 2.3 | 0.9 | 0.1 | 1.6 | 2.3 | 15.6 |
| 7  | Elston Turner   | 29   | 78 | 12 | 22.4 | 1.9  | 4.5  | .428 | 0.0 | 0.1 | .286 | 0.4 | 0.7 | .589 | 1.4 | 2.3 | 3.7 | 1.8 | 1.2 | 0.1 | 0.8 | 2.7 | 4.3  |
| 8  | Jay Vincent     | 29   | 5  | 1  | 19.0 | 2.6  | 7.6  | .342 | 0.2 | 0.4 | .500 | 1.0 | 1.8 | .556 | 0.4 | 3.2 | 3.6 | 1.0 | 0.2 | 0.2 | 1.0 | 2.2 | 6.4  |
| 9  | Bill Hanzlik    | 31   | 41 | 0  | 17.1 | 1.6  | 3.7  | .437 | 0.0 | 0.1 | .200 | 1.7 | 2.1 | .782 | 0.4 | 1.8 | 2.3 | 2.1 | 0.6 | 0.1 | 1.3 | 2.0 | 4.9  |
| 10 | Blair Rasmussen | 26   | 77 | 22 | 17.0 | 3.3  | 7.5  | .445 | 0.0 | 0.0 |      | 0.9 | 1.1 | .852 | 1.4 | 2.4 | 3.7 | 0.6 | 0.4 | 0.5 | 0.6 | 2.5 | 7.6  |
| 11 | Dave Greenwood  | 31   | 29 | 3  | 16.9 | 2.1  | 5.1  | .419 | 0.0 | 0.0 |      | 1.7 | 2.4 | .676 | 1.7 | 4.0 | 5.7 | 1.4 | 0.6 | 1.0 | 1.2 | 2.7 | 5.9  |
| 12 | Darwin Cook     | 30   | 30 | 4  | 12.9 | 2.4  | 5.4  | .436 | 0.1 | 0.3 | .200 | 0.6 | 0.7 | .773 | 0.4 | 1.2 | 1.6 | 1.4 | 0.9 | 0.2 | 0.9 | 1.5 | 5.4  |
| 13 | Calvin Natt     | 32   | 14 | 0  | 12.0 | 1.6  | 3.6  | .440 | 0.0 | 0.1 | .000 | 1.6 | 2.2 | .710 | 0.9 | 2.4 | 3.3 | 0.5 | 0.4 | 0.1 | 0.8 | 0.9 | 4.7  |
| 14 | Jerome Lane     | 22   | 54 | 1  | 10.2 | 2.0  | 4.7  | .426 | 0.0 | 0.1 | .000 | 0.8 | 2.1 | .384 | 1.6 | 2.1 | 3.7 | 1.1 | 0.4 | 0.1 | 0.9 | 1.9 | 4.8  |
| 15 | Eddie Hughes    | 28   | 26 | 1  | 8.6  | 1.1  | 2.5  | .438 | 0.3 | 0.8 | .318 | 0.3 | 0.5 | .583 | 0.2 | 0.5 | 0.7 | 1.3 | 0.7 | 0.1 | 0.4 | 1.2 | 2.7  |
| 16 | Wayne Engelstad | 23   | 11 | 0  | 4.5  | 1.0  | 2.6  | .379 | 0.0 | 0.0 |      | 0.5 | 0.9 | .600 | 0.5 | 1.0 | 1.5 | 0.6 | 0.1 | 0.0 | 0.3 | 1.1 | 2.5  |

## Galardones y récords
| Jugador/Entrenador | Galardón |
| Alex English       | All-Star |